# Sântana
Sântana [sɨnˈtana] (deutsch Sanktanna, ungarisch Újszentanna) ist eine Kleinstadt im Kreis Arad in Rumänien.

## Geographische Lage

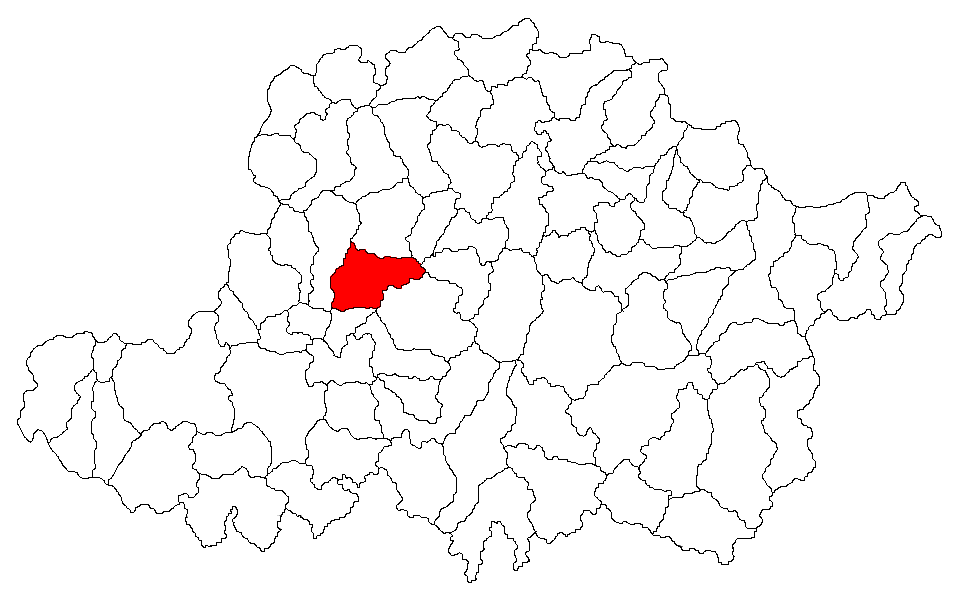
Lage von Sântana im Kreis Arad

Der Ort Sântana im westlichen Teil Rumäniens auf einer Höhe von 112 m gelegen, liegt inmitten der Arader Ebene – einer fruchtbaren Gegend –, die Teil der Theiß-Ebene an der östlichen Grenze des Pannonischen Beckens ist. Die Umgebung vermittelt den Anblick einer Puszta, mit Blick auf die Ausläufer des Apuseni-Gebirges im Osten. An den Kreisstraßen (drum judetean) DJ 791 und 792C gelegen, befindet sich der Ort etwa 22 Kilometer nördlich der Kreishauptstadt Arad. Die Nord-Süd-Ausdehnung von 15 Kilometer und die Ost-West-Ausdehnung von zehn Kilometern umfasst nahezu 11.000 ha Gemeindefläche. Sântana ist der drittgrößte Ort des Kreises und wurde im Jahr 2004 in den Rang einer Stadt erhoben.
Sântana besteht verwaltungstechnisch aus der eigentlichen Stadt und dem eingemeindeten Dorf Caporal Alexa.

## Geschichte

### Frühzeit
Die aus der Steinzeit stammenden Funde auf der Gemarkung von Sântana sind gültige Beweise für die Annahme, dass in dieser Gegend schon in der Steinzeit vor 4000 Jahren Menschen lebten. Das flache Land um Sântana weist nur im Süden gegen Arad größere Erhebungen auf; die „Awaren-Hügel“, heute genannt „Cetatea Veche“.
Hier wurden Objekte wie auf einer Stange befestigte Steinmeißel, die als Waffenlanzen dienten, Hirschgeweihstiele und gebrannte Steinkugeln gefunden. Aus der Bronzezeit fehlen Nachweise der Existenz einer Bevölkerung in der Region Arad.
Nach Jordanis Clos wurde ein Teil Dakiens – zwischen Mureș und Criș – nach dem Abzug der Römer gegen Ende des 3. Jahrhunderts von den germanischen Vandalen überfallen und besetzt. Nach der Vertreibung der Vandalen durch die Goten drangen die Hunnen in dieses Gebiet ein. Der „Goldschatz von Sanktanna“ beweist, dass in dieser Gegend auch zur Zeit der Hunnen Germanen lebten.
Nach dem Jahr 566 fiel das Gebiet an den des awarischen Klans „Khan Bajan“ und wurde Bestandteil eines neuen Staatengebildes, des Awarischen Reiches. Erdeinbrennungen, die man hier vorgefunden hat, sind Hauptmerkmale von Awarenfestungen.
In den Urkunden aus dem 11., 12. und 13. Jahrhundert wird die ursprüngliche Siedlung von Sântana, nämlich Komlosch, noch nicht erwähnt. Aus dem 14. und 15. Jahrhundert ist bekannt, dass es in dieser Gegend viele Stifte und Klöster gab und reiche Adelige in befestigten Behausungen wohnten.
Am 21. April 1888 förderten Erdarbeiten an der Eisenbahnlinie Arad – Sanktanna aus dem Awarenring mehrere Gegenstände zutage: ein gebranntes Tongefäß, die Reste eines menschlichen Skeletts, ein Grab und daneben mehrere Gegenstände aus Gold. Den wichtigsten Gegenstand stellte ein aus Gold geschmiedeter Kranz dar. Er setzt sich aus 12 Lorbeerblättchen zusammen, die auf einem Reifenarmband befestigt waren. Zu diesem Fund gehört noch ein Reifenarmband und ein mit massiven Goldringen besetztes Armband. Alle Gegenstände befinden sich heute im Museum von Budapest.
Publikationen (veröffentlicht in den Jahren 1950 bis 1970) berichten, dass bei Ausgrabungen am Bahnhof von Sântana zerbrochene Tongefäße und eine gebrannte Tasse aus spezifischem Material dakischer Herkunft gefunden wurden. Diese keramischen Fragmente kann man durchaus der mit dem Rad hergestellten grauen Keramik zuordnen. Des Weiteren wurden Gefäße mit verkalkten Knochen, kurvenförmigen Messern aus Stahl und eine Fibel jeweils aus Gold, Stahl und Bronze in einem Sarg gefunden. Aufgrund dieser Funde und den Beerdigungsritualen folgerte der damalige Direktor des Arader Museums, Egon Dörner, dass es hier eine Siedlung freier Dakier aus dem 2. und 3. Jahrhundert gegeben haben muss.
Archäologische Funde aus den Ausgrabungen, die in Anwesenheit der Professoren Aneta Cordos und Johann Gehl auf dem Gelände der Dorfschule Sântana durchgeführt wurden, beweisen, dass das Territorium um Sântana als Bestandteil der rumänischen Siedlungsgeschichte anzusehen ist.

### Deutsche Besiedlung
Baron Jakob de Bibich wird als Gründer und Kolonisator der Gemeinde Sanktanna genannt. Er war Grundherr über alle Ländereien in der Region Zarand, gründete die Marktgemeinde Sanktanna in Anlehnung an das Besiedlungsprogramm des Banats von Kaiserin Maria Theresia, verabschiedet durch das ungarische Parlament im Jahr 1723 in Bratislava.
Über die Besiedlungen der Gemeinde Sanktanna gibt es zwei zusammenfassende Dokumentationen. Die Autoren vertreten zum Teil unterschiedliche Thesen hinsichtlich Ankunftszeiten, Herkunftsorte und Gruppenstärke der deutschen Siedler.
- Andreas Oster hat nach langjähriger Arbeit durch aufwändige Recherchen die Ankunft der ersten Siedler sowie deren Ursprungsorte erforscht und nachgewiesen. Grundlage für die Erkenntnisse des Autors waren Einsichtnahme in die Kirchenbücher am Siedlungsort und deren Abgleich mit den Kirchenmatrikeln in den Herkunftsorten, Auskünfte durch das österreichische Staatsarchiv und die eingehende Analyse der ungarischen Monographie des Komitates Arad von Sandor Marki.

1742: Gründungsjahr der Gemeinde Sanktanna
8. Juni 1751: Eintreffen der ersten größeren deutschen Siedlergruppe mit 17 Familien. Neun Familien kommen aus dem Kraichgau.
4. Dezember 1751: Eintreffen einer zweiten Siedlergruppe, bestehend aus 12 Kraichgauer Familien
8. April 1752: Eintreffen einer dritten Siedlergruppe, bestehend aus 39 Familien, ein Drittel der Siedler sind Kraichgauer.
1753: Eintreffen einer letzten Gruppe, bestehend aus sechs Familien
- Jakob Hübner nennt in seiner Monographie der Großgemeinde Sanktanna als Quellennachweis die Historiker Sandor Marki und Christian Zenter, die Jahrbücher der Bürgerschule Sanktannas von 1896 bis 1897 und des Piaristengymnasiums von 1937 bis 1938.

1736: Eintreffen der ersten Siedlergruppe, bestehend aus sechs Familien
1742: Eintreffen einer zweiten Siedlergruppe, bestehend aus 29 Familien
1744: Eintreffen einer dritten Siedlergruppe, bestehend aus 17 Familien
Namen des Ortes von 1742 bis heute waren Uj-Szennt Anna, Pankota, Szennt Anna, Komlos, Alt Sanktana, Sanktana, Neu Sanktana, Sfânta Ana, Sîntana und Sântana.

## Bevölkerung
Die Bevölkerung der Gemeinde Sanktanna/Sântana von 1755 bis 1941
| Jahr | Ort       | Einwohner | Rumänen | Deutsche | Ungarn | Andere |
| ---- | --------- | --------- | ------- | -------- | ------ | ------ |
| 1755 | Comlos    | 1189      | --      | --       | --     | --     |
| 1755 | Sanktanna | 1224      | --      | --       | --     | --     |
| 1755 | Gesamt    | 2413      | --      | --       | --     | --     |
| 1799 | Comlos    | 1508      | --      | --       | --     | --     |
| 1799 | Sanktanna | 2040      | --      | --       | --     | --     |
| 1799 | Gesamt    | 3548      | --      | --       | --     | --     |
| 1839 | Comlos    | 3887      | 2566    | 1302     | 19     | --     |
| 1839 | Sanktanna | 4168      | 283     | 3852     | 22     | 11     |
| 1839 | Gesamt    | 8055      | 2849    | 5154     | 41     | 11     |
| 1900 | Comlos    | 4835      | 2703    | 1514     | 237    | 381    |
| 1900 | Sanktanna | 5830      | 170     | 4693     | 955    | 12     |
| 1900 | Gesamt    | 10.665    | 2873    | 6207     | 1012   | 393    |
| 1941 | Comlos    | --        | --      | --       | --     | --     |
| 1941 | Sanktanna | --        | --      | --       | --     | --     |
| 1941 | Gesamt    | 12.133    | 4902    | 7039     | 154    | 38     |

Einwohnerzahlen ab 1956 bis 1997
| Jahr | Ort     | Einwohner | Rumänen | Deutsche | Ungarn | Andere |
| ---- | ------- | --------- | ------- | -------- | ------ | ------ |
| 1956 | Sântana | 13.423    | 6391    | 6536     | 423    | 73     |
| 1964 | Sântana | 14.077    | 7049    | 6488     | 346    | 194    |
| 1977 | Sântana | 15.023    | 9412    | 6450     | 244    | 917    |
| 1992 | Sântana | 12.083    | 9460    | 1090     | 277    | 1256   |
| 1996 | Sântana | 12.957    | 8382    | 464      | 85     | 4026   |
| 1997 | Sântana | 13.204    | 8254    | 565      | 112    | 4273   |

Einwohnerzahlen April 2002
| Gesamt | Rumänen | Roma | Deutsche | Ungarn | Andere |
| ------ | ------- | ---- | -------- | ------ | ------ |
| 12.963 | 10.258  | 1942 | 466      | 253    | 43     |

| Alter  | 0–4   | 5–9   | 10–14 | 15–19 | 20–24 | 25–29 | 30–34 | 35–39 | 40–44 | 45–49 | 50–54 | 55–59 | 60–64 | 65–69 | ≥70   |
| ------ | ----- | ----- | ----- | ----- | ----- | ----- | ----- | ----- | ----- | ----- | ----- | ----- | ----- | ----- | ----- |
| Anzahl | 875   | 845   | 965   | 925   | 1025  | 620   | 730   | 740   | 670   | 470   | 600   | 640   | 600   | 500   | 710   |
| Anteil | 6,4 % | 6,1 % | 7,0 % | 6,7 % | 7,4 % | 4,5 % | 5,3 % | 5,3 % | 4,8 % | 3,4 % | 4,3 % | 4,7 % | 4,3 % | 3,7 % | 5,2 % |

Einwohnerzahlen 2011
| Gesamt | Rumänen | Roma | Deutsche | Ungarn | Ukrainer | Slowaken | keine Angaben |
| ------ | ------- | ---- | -------- | ------ | -------- | -------- | ------------- |
| 11.428 | 9119    | 958  | 333      | 222    | 12       | 5        | 736           |

## Kultur & Tradition

### Bauweise
Die Planer des Wiener Ärars entwarfen den Dorfplan für Sanktanna. Wirft man einen Blick auf den sogenannten Schachbrettdorfplan von Neusanktanna aus dem Jahr 1783/84, so ist sofort erkennbar, dass die einzelnen Parzellen unterschiedliche Ausdehnungen haben. Die Planer legten in der Mitte des Dorfes einen überdimensionalen Marktplatz an, um den sich die quadratischen Parzellen gruppieren. Damit war bereits der Grundstein eines Landstädtchens gelegt. Die im 18. Jahrhundert in Sanktanna eingetroffenen Siedler waren auf Selbsthilfe und persönliche Initiative angewiesen. Was sie zum Hausbauen benötigten, fanden sie vor: Erde, Holz und Stroh.

## Klima
Durchschnittlicher Niederschlag

## Bildung
In Sântana gibt es vier Schulen:
- Schule Sf. Ana
- Schule Nr. 2 Komlosch
- Schulkomplex
- Bürgerschule

## Jugend und Freizeit
Die Schulleitung der Sankt-Anna (Sfânta-Ana)-Schule organisiert alljährlich
Jugend-Festspiele. Jugendvereine sind hauptsächlich durch die Schulen organisiert.

## Kirchen
- Mutter-Anna-Kirche

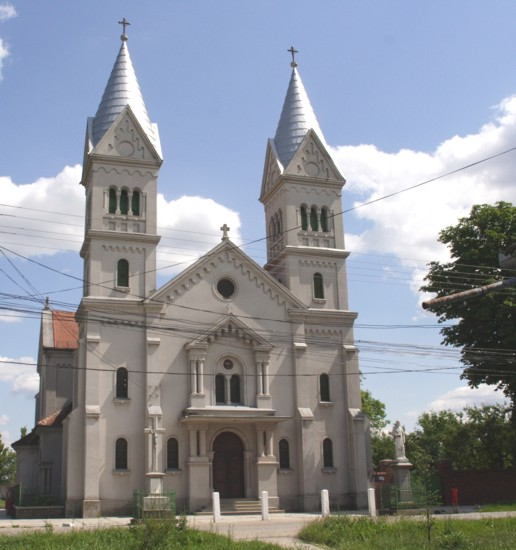
Die Herz-Jesu-Kirche

- Rumänisch-Orthodoxe Kirche Komlosch
- Herz-Jesu-Kirche
- Rumänisch-Orthodoxe Kirche Sântana 2
- Rumänisch-Orthodoxe Kirche Satul-Nou

## Verkehr
Sântana ist ein Verkehrsknotenpunkt der Eisenbahnlinien Timișoara–Oradea und Arad–Brad. Die Kreisstraße Pâncota bis Curtici bildet den Anschluss an den 6 Kilometer entfernten Drum național 79, der hier Teil der Europastraße 671 ist. Über die Kreisstraße DJ791 anschließend der E 671 ist der Flughafen Arad (25 km) schnell erreichbar.

## Persönlichkeiten
- Stefan Hell (* 1962), Physiker und Chemie-Nobelpreisträger (ist in Sântana aufgewachsen)
- Mara Kayser (* 1966), deutsche volkstümliche Schlagersängerin